# Josiah Wells
Josiah Wells (ur. 18 maja 1990 w Dunedin) – nowozelandzki narciarz dowolny, specjalizujący się w slopestyle'u i halfpipe'ie. W 2014 roku wystartował na igrzyskach olimpijskich w Soczi, gdzie zajął czwarte miejsce w halfpipe'ie. Był też między innymi ósmy w tej samej konkurencji podczas mistrzostw świata w Inawashiro w 2009 roku. Najlepsze wyniki w Pucharze Świata osiągnął w sezonie 2015/2016, kiedy to zajął 31. miejsce w klasyfikacji generalnej. W sezonie 2013/2014 był czwarty w klasyfikacji slopestyle'u.

## Osiągnięcia

### Igrzyska olimpijskie
| Miejsce | Dzień     | Rok  | Miejscowość | Konkurencja | Zwycięzca        |
| ------- | --------- | ---- | ----------- | ----------- | ---------------- |
| 11.     | 13 lutego | 2014 | Soczi       | Slopestyle  | Joss Christensen |
| 4.      | 18 lutego | 2014 | Soczi       | Halfpipe    | David Wise       |

### Mistrzostwa świata
| Miejsce | Dzień    | Rok  | Miejscowość | Konkurencja | Zwycięzca       |
| ------- | -------- | ---- | ----------- | ----------- | --------------- |
| 8.      | 5 marca  | 2009 | Inawashiro  | Halfpipe    | Kevin Rolland   |
| 13.     | 3 lutego | 2011 | Park City   | Slopestyle  | Alex Schlopy    |
| 9.      | 5 lutego | 2011 | Park City   | Halfpipe    | Micheal Riddle  |
| 19.     | 5 marca  | 2013 | Voss        | Halfpipe    | David Wise      |
| 58.     | 9 marca  | 2013 | Voss        | Slopestyle  | Thomas Wallisch |

### Puchar Świata

#### Miejsca w klasyfikacji generalnej
- sezon 2005/2006: 113.
- sezon 2011/2012: 113.
- sezon 2012/2013: 68.
- sezon 2013/2014: 39.
- sezon 2014/2015: 115.
- sezon 2015/2016: 31.
- sezon 2016/2017: 101.

#### Miejsca na podium w zawodach
1. Gstaad – 18 stycznia 2014 (slopestyle) – 1. miejsce
2. Pjongczang – 20 lutego 2016 (slopestyle) – 3. miejsce